# Arapsko pjesništvo
Arapsko pjesništvo (arapski, الشِعْر العَرَبي ash-shi`r(u) 'l-`arabiyu(u)), najstariji je oblik arapske književnosti. Najstarija očuvana djela arapskog pjesništva potječu iz 6. st., no vjeruje se kako je prije toga postojala daleko duža i starija pjesnička tradicija prenošena usmenom predajom. Arapsko pjesništvo tradicijski se dijeli u dva osnovna oblika - prema rimi i prozi. 
Pjesništvo u rimi (sliku) se dijeli u petnaest osnovnih metara koje je prikupio i objasnio Al-Farahidi u djelu  “علم العروض”. Al-Akhfash, njegov učenik, kasnije je dodao i šesnaesti metar. Metri koje koriste arapski pjesnici poznati su kao “بحور” ili "Mora". Osnovna mjerna jedinica “mora” je “تفعيلة” (taf’ila) pri čemu svako "more" sadrži određeni broj taf’ila koje pjesnik mora pratiti u svakom stihu  (bayt) pjesme. Brojanje metara u pjesama je vrlo rigorozno, pa uklanjanje vokala ili konsonanta može transformirati bayt. U pjesništvu u rimi bayt mora završiti s istom rimom (qafiya) u pjesmi.
Nakon proširenja islama u Perziju, arapski su jezik obogatili gramatičari (slovničari) i pisci perzijskoga podrijetla, ali i pjesnici. U 20. st. bilježi se preporod arapskoga pjesništva, posebno u Alžiru, Egiptu, Sjevernomu Sudanu, Iraku, Siriji, Jordanu, Libanonu i Palestini.

## Vanjske poveznice
- (eng.) Kanonski metri arapske poezije
- (eng.) Arapsko pjesništvo (zvučni zapisi) na stranicama Princetona
- (eng.) Periodizacija arapskoga pjesništva  Arhivirana inačica izvorne stranice od 21. svibnja 2012. (Wayback Machine)
- (eng.) Arapsko pjesništvo
- (eng.) Arapski pjesnici
- (eng.) Islamsko pjesništvo